# Open science
Open science (open wetenschap) is een beweging die streeft naar het opener maken van wetenschappelijk onderzoek. Open science kan van toepassing zijn op alle wetenschappen, dus naast natuurwetenschappen ook medische wetenschappen, sociale wetenschappen en geesteswetenschappen.

Een open science logo

## Doelen en drijfveren
Open science heeft verschillende doelen: de Europese Unie noemt naast het vergroten van de beschikbaarheid voor (her)gebruik ook het verbreden van de deelname en het vergroten van de toepasbaarheid. Met het vergroten van de beschikbaarheid van veel soorten onderzoeksoutput (waaronder artikelen, onderzoeksdata, en code uit alle fasen van de onderzoekscyclus) beoogt men wetenschap meer controleerbaar te maken en de resultaten reproduceerbaar (en daarmee betrouwbaarder) te maken. Ook moeten open licenties op gedeelde onderzoeksoutput hergebruik bevorderen en daarmee wetenschap als geheel efficiënter maken. Naast deze concrete doelen wordt vaak het politiek en moreel argument gebruikt dat veel wetenschap door burgers via belasting wordt betaald en de vruchten daarvan dus ook voor iedereen vrij beschikbaar moeten zijn.

## Aspecten

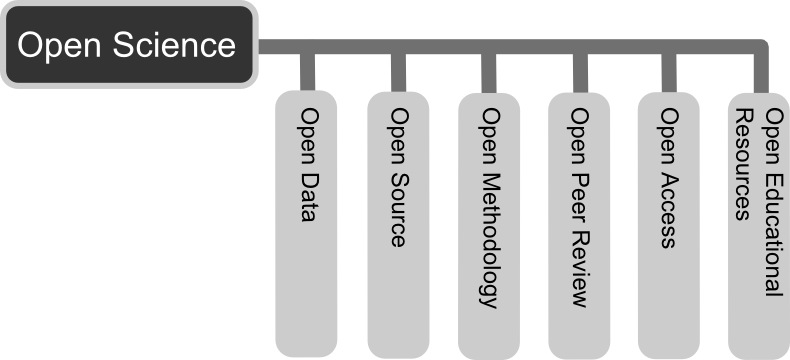
aspecten van open science

Open science is een beweging die is gebaseerd op verschillende ontwikkelingen en stromingen. Open science kan betrekking hebben op alle fasen van onderzoek. In de voorbereidingsfase gaat het om het betrekken van publiek en belanghebbenden bij het bepalen van te onderzoeken onderwerpen. Ook preregistratie, waarin bij hypothese-toetsend onderzoek de hypothese wordt vastgelegd of gedeeld voorafgaand aan dataverzameling wordt gezien als onderdeel van open science. Bij het verzamelen van informatie gaat het om het stimuleren van hergebruik van bestaande data en om het onbelemmerd toegang kunnen krijgen tot literatuur. Bij het analyseren gaat om het delen van onderzoeksdata, het gebruiken van open source software en het delen van zelf geschreven programmacode en gebruikte onderzoeksprotocollen. Bij het publiceren gaat het om vormen van open peer review (waarbij de review rapporten worden gedeeld en soms ook bekend wordt gemaakt wie de reviewers waren), open access en het delen van manuscripten voorafgaand aan peer review (als zogenaamde preprints). Bij het naar buiten treden met onderzoek gaat het om het open delen van presentaties en posters, het schrijven van samenvattingen in gewonemensentaal en het communiceren met geïnteresseerden en belanghebbenden buiten de academische wereld. Bij onderzoeksevaluatie gaat het om het waarderen van open science activiteiten bij het beoordelen van subsidieaanvragen en bij aanstellings- en bevorderingsbeleid. Ook vrije leermiddelen (Engels: open educational resources) worden vaak gezien als onderdeel van open wetenschap. Het delen van onderzoeksoutput als artikelen en data gebeurt vaak onder de open licenties van Creative Commons. Voor het delen van onderzoeksdata wordt gestreefd naar FAIR data, wat betekent dat data goed vindbaar, toegankelijk, interoperabel en herbruikbaar is. Ten slotte kan ook het gebruik van open hardware bijdragen aan open science.

## Tegenwerpingen
Het fundamentele bezwaar tegen open science is het risico dat het de wetenschap kan onderwerpen aan de tucht van de markt. Als wetenschap volledig openbaar wordt bedreven, hebben onderzoeksfinanciers op ieder punt inzage in tussenresultaten, en kunnen zij hun financiering intrekken of verplaatsen wanneer het hen uitkomt. Het verst in deze kritiek gaat de wetenschapsfilosoof Mirowski, die een toekomstbeeld schets van wetenschap als een platformeconomie, bestierd door één grote marktpartij (Google, Facebook of Elsevier), met de wetenschapper als vervangbare kenniswerker. Mirowski merkt op dat de hiervoor benodigde technologie al geoctroyeerd is. Ook in meer positieve benaderingen wordt wel erkend dat het verkopen van open science als enkel 'efficiënter' dan traditionele modellen van kennisdeling, de deur openzet naar een visie op wetenschap als een winstmachine, in plaats van een publiek goed.
Als meer op uitvoerbaarheid gerichte bezwaren worden genoemd de kosten voor het managen en delen van data en bij sommige vormen van publiceren in open access, namelijk wanneer er daarvoor article processing charges of APCs zijn. Anderen noemen de onmogelijkheid van het delen van data die gevoelig zijn om redenen van privacy of veiligheid. Verplicht data delen kan ook als nadelig worden gezien door lokale gemeenschappen en onderzoekers, bijvoorbeeld in landen met lage inkomens, die vrezen dat het een manier is om goedkoop aan data te komen en daarmee macht uit te kunnen oefenen. Onderzoekers noemen ook de beperkte waardering voor het bedrijven van open science in aanstellings- en bevorderingsbeleid van universiteiten en in beoordeling van subsidieaanvragen als reden om nog niet over te schakelen naar open wetenschap, en dit wordt ook erkend door bijvoorbeeld de Europese Unie. Het bestaan van een beoordelingscultuur waarin vooral de status van tijdschriften waarin iemand publiceert leidt tot erkenning, vaak met verwijzing naar de zogenaamde impact factor van tijdschriften, wordt gezien als belemmerend voor open science. Ten slotte worden sommige open science aspecten zoals open peer review, als problematisch gezien voor sommige groepen, zoals vrouwen en jonge onderzoekers, omdat het de kans groter zou kunnen maken dat zij ongelijk worden behandeld.

## Open science in Nederland
In Nederland is open science onderdeel geworden van wetenschapsbeleid met het Nationaal Plan Open Science waarin de overheid, universiteiten (via de VSNU), hogescholen (via de Vereniging Hogescholen), NWO, KNAW en meer kennisinstellingen open science doelen hebben onderschreven. Met het plan willen de organisaties open access, open data stimuleren en werken aan andere vormen van beoordeling van onderzoek en onderzoekers. In  Nederland zijn er ook steeds meer organisaties met een eigen open science beleid of programma, zoals NWO en Tilburg University. Hoewel Nederland soms wordt gezien als een land dat een voortrekkersrol kan en moet vervullen is er ook twijfel aan de voortgang van de transitie naar open science in Nederland. In het regeerakkoord 2017-2021 van kabinet Rutte-III zijn open access en open science als doel opgenomen.